# Perugorría
Perugorría är en ort i Argentina.   Den ligger i provinsen Corrientes, i den nordöstra delen av landet, 600 km norr om huvudstaden Buenos Aires. Perugorría ligger 64 meter över havet och antalet invånare är 5 685.
Terrängen runt Perugorría är mycket platt. Runt Perugorría är det mycket glesbefolkat, med 5 invånare per kvadratkilometer..
Trakten runt Perugorría består i huvudsak av gräsmarker.